# Leonardo Candellone
Leonardo Candellone (ur. 15 września 1997 w Turynie) – włoski piłkarz występujący na pozycji napastnika. Wychowanek Torino, w trakcie swojej kariery grał także w takich zespołach, jak Gubbio, Ternana, Pordenone, Napoli oraz Bari.